# La Ferrière (Côtes-d'Armor)
Pour les articles homonymes, voir La Ferrière.
La Ferrière [la fɛʁjɛʁ] (La Ferriere [la feɾjəɾ] en gallo, Kerhouarn en breton) est une ancienne commune française située dans le département des Côtes-d'Armor en région Bretagne, devenue, le 1er janvier 2016, une commune déléguée de la commune nouvelle de Plémet.

## Histoire

### XXesiècle

#### Guerres duXXesiècle
Le monument aux morts porte les noms des 37 soldats morts pour la Patrie :
- 34 sont morts durant la Première Guerre mondiale ;
- trois sont morts durant la Seconde Guerre mondiale.

## Politique et administration
| Période                                  | Période       | Identité       | Étiquette | Qualité                                                       |
| ---------------------------------------- | ------------- | -------------- | --------- | ------------------------------------------------------------- |
| Les données manquantes sont à compléter. |               |                |           |                                                               |
| avant 1952                               | mars 1977     | Francis Texier |           |                                                               |
| mars 1977                                | mars 1983     | Pierre Brunel  |           | Maire honoraire                                               |
| mars 1983                                | mars 2001     | Francis Hochet |           | Préposé aux PTT, maire honoraire Vice-président de la CIDERAL |
| mars 2001                                | décembre 2015 | Anne Charles   | DVD       | Enseignante                                                   |

| Période      | Période  | Identité       | Étiquette | Qualité        |
| ------------ | -------- | -------------- | --------- | -------------- |
| janvier 2016 | mai 2020 | Anne Charles   | DVD       | Enseignante    |
| mai 2020     | En cours | Didier Pignard |           | Documentaliste |

## Démographie
| 1793 | 1800 | 1806 | 1821 | 1831 | 1836 | 1841 | 1846 | 1851 |
| ---- | ---- | ---- | ---- | ---- | ---- | ---- | ---- | ---- |
| 701  | 628  | 756  | 772  | 665  | 741  | 696  | 713  | 711  |

| 1856 | 1861 | 1866 | 1872 | 1876 | 1881 | 1886 | 1891 | 1896 |
| ---- | ---- | ---- | ---- | ---- | ---- | ---- | ---- | ---- |
| 696  | 691  | 695  | 692  | 707  | 673  | 695  | 731  | 712  |

| 1901 | 1906 | 1911 | 1921 | 1926 | 1931 | 1936 | 1946 | 1954 |
| ---- | ---- | ---- | ---- | ---- | ---- | ---- | ---- | ---- |
| 735  | 721  | 701  | 634  | 645  | 637  | 617  | 588  | 575  |

| 1962 | 1968 | 1975 | 1982 | 1990 | 1999 | 2007 | 2012 | 2013 |
| ---- | ---- | ---- | ---- | ---- | ---- | ---- | ---- | ---- |
| 572  | 533  | 502  | 498  | 470  | 448  | 464  | 453  | 458  |

## Lieux et monuments
- Abbaye Notre-Dame de Lanthénac ;
- Église Notre-Dame ;
- Vitrail de la vie de la Vierge ;
- Vierge à l'Enfant ;
- Croix de La Ferrière.